# Conescharellina cancellata
Conescharellina cancellata är en mossdjursart som först beskrevs av Busk 1854.  Conescharellina cancellata ingår i släktet Conescharellina och familjen Biporidae. Inga underarter finns listade i Catalogue of Life.